# Unificación yemení

Yemen del Norte (en naranja) y Yemen del Sur (en azul) antes de 1990

La unificación yemení tuvo lugar el 22 de mayo de 1990, cuando la zona de la  República Democrática Popular del Yemen, también conocida como Yemen del Sur se unió con la  República Árabe del Yemen, conocida como Yemen del Norte, formando la República del Yemen, conocida simplemente como Yemen.

## Antecedentes
Yemen del Norte se convirtió en un estado después del colapso del Imperio otomano en noviembre de 1918. Adén, en el sur de Yemen, fue administrada como parte de la India británica, y en 1937 se convirtió en una colonia británica por derecho propio. La mayor parte de Yemen del Sur era un protectorado británico, efectivamente bajo control colonial. En uno de los muchos conflictos de la Guerra Fría, una insurgencia sur yemení, con el apoyo y respaldo de la Unión Soviética, liderada por dos partidos nacionalistas se rebeló, provocando que el Reino Unido unificara primero la zona y en 1967 se retirara de su antigua colonia.
Después de la guerra civil de Yemen del Norte, el norte estableció un gobierno republicano que incluía a representantes tribales. Disfrutaba de modestos ingresos procedentes del petróleo y de las remesas de sus ciudadanos que trabajan en los estados árabes ricos en petróleo del Golfo Pérsico. Su población en la década de 1980 se estimaba en 12 millones de habitantes, frente a los 3 millones del Yemen Meridional.
Yemen del Sur se desarrolló como una sociedad comunista, en su mayoría laica, gobernada primero por el Frente de Liberación Nacional, que más tarde se transformó en el Partido Socialista de Yemen en el poder. La única nación declaradamente comunista en el Oriente Medio, el sur de Yemen recibió una importante ayuda exterior y otro tipo de ayuda de la URSS.
En octubre de 1972, estallaron los combates entre el norte y el sur; Yemen del Norte fue abastecido por Arabia Saudí, mientras que Yemen del Sur fue abastecido por la URSS. Los combates duraron poco y el conflicto condujo al Acuerdo de El Cairo del 28 de octubre de 1972, que estableció un plan para unificar a los dos países.
Los combates estallaron de nuevo en febrero y marzo de 1979, con Yemen del Sur supuestamente suministrando ayuda a los rebeldes del norte a través del Frente Democrático Nacional y cruzando la frontera. Las fuerzas del Sur llegaron hasta la ciudad de Taiz antes de retirarse. Una vez más, Yemen del Norte fue apoyado por Arabia Saudita y Taiwán anticomunista (:zh:大漠計畫 a petición de KSA y en secreto en nombre de la Real Fuerza Aérea Saudita entre 1979 y 1990). Este conflicto también duró poco tiempo.
A finales de la década de 1980, la exploración petrolera cerca de la frontera entre las dos naciones, Ma'rib en el norte de Yemen y la gobernación de Shabwah en el sur, estimuló el interés en desarrollar acuerdos para explotar los recursos allí y levantar las economías de ambas naciones. En mayo de 1988, los dos gobiernos llegaron a un entendimiento que redujo considerablemente las tensiones, incluidos los acuerdos para reanudar los debates sobre la unificación, a fin de establecer un área conjunta de exploración petrolera a lo largo de su frontera indefinida, que ahora se conoce como Área Conjunta de Inversión, ahora denominada Área Conjunta de Inversión, por parte de la Compañía Petrolífera Hunt Oil Company y de la  Exxon. El mismo mes, formaron la Compañía Yemení de Inversión en Recursos Minerales y Petrolíferos (YCIMOR). En noviembre de 1989, Ali Abdullah Saleh, de Yemen del Norte, y Ali Salim al-Beidh, de Yemen del Sur, aceptaron conjuntamente un proyecto de constitución de unidad redactado originalmente en 1981, que incluía la desmilitarización de la frontera y el paso fronterizo por parte de los yemenitas sobre la única base de una tarjeta de identificación nacional, así como una capital en Sana'a.

## Unificación

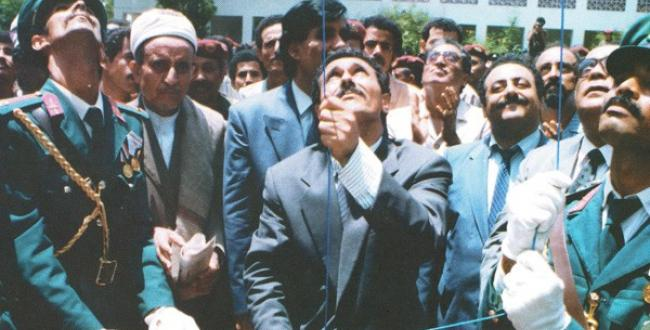
Ali Salah izando la bandera de Yemen, detrás de él Ali Salem al Beidh.

La República del Yemen fue declarada el 22 de mayo de 1990. Ali Abdullah Saleh, del norte, se convirtió en Jefe de Estado, y Ali Salim al-Beidh, del sur, en Jefe de Gobierno. Se estableció un período de transición de 30 meses para completar la unificación de los dos sistemas políticos y económicos. El Consejo Consultivo de la República Árabe del Yemen, integrado por 26 miembros, y el Presidium de la República Democrática Popular del Yemen, integrado por 17 miembros, eligieron conjuntamente un Consejo Presidencial. El consejo presidencial nombró un Primer Ministro, que formó un Gabinete. También había un parlamento unificado provisional de 301 escaños, integrado por 159 miembros del norte, 111 miembros del sur y 31 miembros independientes nombrados por el presidente del consejo.
En mayo de 1990 se acordó una constitución de unidad que fue ratificada por la población en mayo de 1991. Afirmó el compromiso del Yemen con la celebración de elecciones libres, un sistema político pluripartidista, el derecho a la propiedad privada, la igualdad ante la ley y el respeto de los derechos humanos básicos. Las elecciones parlamentarias se celebraron el 27 de abril de 1993. Grupos internacionales prestaron asistencia en la organización de las elecciones y observaron las votaciones. El Parlamento resultante incluyó 143 miembros del Congreso General del Pueblo, 69 del Partido Socialista de Yemen (YSP), 63 de Al-Islah (el mayor partido islamista del país), 6 de  Baas, 3 de la Organización Popular Unionista Nasserista, 2 de Al Haq y 15 independientes. El nuevo parlamento representaba fuertemente al Norte. El PSJ, aunque había obtenido la mayoría de los escaños en la votación en el sur menos poblado, era considerado una parte menor del nuevo gobierno de coalición.  El jefe de Islaah, Abdullah ibn Husayn al-Ahmar, se convirtió en el presidente del Parlamento. Islaah fue invitado a formar parte de la coalición gobernante, y el consejo presidencial fue modificado para incluir a un miembro de Islaah.
Cuando se puso en línea un nuevo yacimiento de petróleo en la Gobernación de Hadramaut, en el sur, los sureños comenzaron a sentir que sus tierras, que albergaban la mayoría de las reservas de petróleo del país, habían sido apropiadas ilegalmente como parte de una conspiración planeada por los gobernantes de Yemen del Norte.
Por último, la nueva nación unificada se enfrentó a una crisis política cuando unos 800 000 ciudadanos yemeníes y trabajadores extranjeros fueron enviados a sus hogares por Arabia Saudita tras la decisión de Yemen de no apoyar a las Fuerzas de la Coalición en la Guerra del Golfo. Las remesas de estos trabajadores, una parte importante de la economía, fueron reducidas y muchos yemeníes fueron colocados en campos de refugiados mientras el gobierno decidía dónde alojarlos y cómo reintegrarlos a la fuerza laboral. La repatriación de estos yemeníes aumentó inmediatamente la población de la nación en un 7%.

## Guerra civil
Los conflictos dentro de la coalición dieron lugar al exilio autoimpuesto del Vicepresidente Ali Salim Al-Beidh a Adén a partir de agosto de 1993 y al deterioro de la situación general de seguridad a medida que los rivales políticos saldaban cuentas y los elementos tribales se aprovechaban de la situación inestable. Haidar Abu Bakr al-Attas, el ex Primer Ministro del Sur, siguió siendo el Primer Ministro de Yemen, pero su gobierno fue ineficaz debido a las luchas políticas internas. Las continuas negociaciones entre los líderes del norte y del sur dieron como resultado la firma del documento de compromiso y  acuerdo en Amán, Jordania, el 20 de febrero de 1994. A pesar de ello, los enfrentamientos se intensificaron hasta que estalló la guerra civil a principios de mayo de 1994. Significativamente, una de las instituciones que aún no se había unificado eran los brazos militares de ambas naciones.
Los líderes del Sur se separaron y establecieron la República Democrática de Yemen (DRY) el 21 de mayo de 1994, pero el nuevo estado no fue reconocido por la comunidad internacional. Ali Nasir Muhammad, el líder exiliado de Yemen del Sur, asistió a operaciones militares contra los secesionistas.
Adén fue capturado el 7 de julio de 1994. Otra resistencia se derrumbó rápidamente y miles de líderes del sur y militares se exiliaron.
Tras la guerra civil, los dirigentes del Partido Socialista Yemení reorganizaron el partido y eligieron un nuevo politburó en julio de 1994. Sin embargo, el partido permaneció descorazonado y sin su antigua influencia. Islaah celebró una convención del partido en septiembre de 1994. El Congreso General del Pueblo hizo lo mismo en junio de 1995.
En 1994, las enmiendas a la constitución de unidad eliminaron el consejo presidencial. El Presidente Ali Abdullah Saleh fue elegido por el Parlamento el 1 de octubre de 1994 para un mandato de cinco años. La Constitución establece que en lo sucesivo el presidente será elegido por votación popular de entre al menos dos candidatos seleccionados por el poder legislativo.

## Consecuencias
Adoptando un sistema de gobierno de estilo occidental, Yemen celebró sus primeras elecciones presidenciales directas en septiembre de 1999, eligiendo al Presidente Ali Abdullah Saleh para un mandato de 5 años en lo que generalmente se consideraron elecciones libres y justas.[cita requerida] Yemen celebró sus segundas elecciones parlamentarias pluripartidistas en abril de 1997. Las enmiendas constitucionales aprobadas en el verano de 2000 prorrogaron el mandato presidencial por dos años, con lo que las próximas elecciones presidenciales se celebraron en 2006. Las enmiendas también ampliaron la duración del mandato parlamentario a un período de seis años, con lo que las elecciones para estos escaños se trasladaron a 2003. El 20 de febrero de 2001, una nueva enmienda constitucional creó una legislatura bicameral compuesta por un Consejo de la Shura (111 escaños; miembros nombrados por el presidente) y una Cámara de Representantes (301 escaños; miembros elegidos por votación popular). Yemen es ahora un sistema de partido dominante con el Congreso General del Pueblo en el poder.
Las fricciones y los problemas continuaron, los elementos del sur perciben un trato injusto por parte del norte, lo que ha dado lugar a un movimiento popular llamado Movimiento Yemen del Sur, que pide el retorno de un estado independiente del sur. En 2014, esta vez como peón en la guerra de poder entre Arabia Saudita e Irán, Yemen se vio envuelto de nuevo en una guerra civil, que continúa hasta el día de hoy.

## Integración
- La bandera de Yemen del Norte se adoptó como la bandera de Yemen (siendo removida la estrella) y el escudo de Yemen del Norte se adoptó como escudo de Yemen (fue rediseñado y se removierón las estrellas).
- El rial yemení del norte y el dinar de Yemen del Sur siguieron siendo de curso legal durante un período transitorio. En 1991, el dinar fue retirado de la circulación, y se cambiaron 26 riales por un dinar. En 1993, se emitieron las primeras monedas para la República de Yemen llamadas rials yemeníes.
- La capital de la República de Yemen es la antigua capital del Norte, Sana'a.
- La "República Unida" del Sur se convirtió en el himno nacional del país.
- El 26 de septiembre y el 14 de octubre se celebran como el Día de la Revolución, con el primero celebrando la revolución del Norte contra los imanes y el segundo celebrando la revolución del Sur contra el Imperio británico.
- El 30 de noviembre se celebra como el Día de la Independencia, ya que es el día en que el Sur obtuvo la independencia de los británicos, a diferencia del 1 de noviembre, que se celebró en el norte como el «Día de la Independencia del Imperio Otomano».
- La República del Yemen mantuvo el nombre de las Naciones Unidas del Norte, Yemen, a diferencia del Yemen democrático del Sur.
- La República del Yemen acepta la responsabilidad de todos los tratados[22] y las deudas de sus predecesores.
- La República del Yemen mantuvo el sistema de gobernaciones del Sur (Muhafazah) y dividió las liwa (provincias) del Norte en gobernaciones más pequeñas, dejando las actuales  gobernaciones del Yemen.
- La República de Yemen utiliza el código de llamada del Norte, +967, frente al del Sur, +969.
- La República del Yemen utiliza los códigos alfabéticos ISO 3166-1 del Norte (alfa-2: YE, alfa-3: YEM), a diferencia de los del Sur (alfa-2: YD, alfa-3: YMD); se asignó un nuevo código numérico al país unificado (887) para sustituir a los antiguos códigos numéricos (Norte: 886; Sur: 720), como es costumbre en cualquier fusión de países.